# Dezentralisierung in Armenien

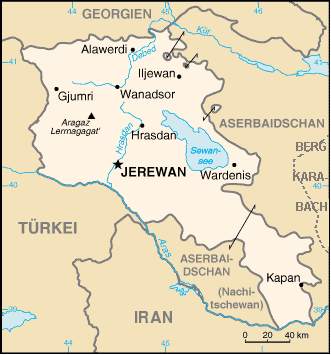
Politische Karte Armeniens mit Bergkarabach

Die Dezentralisierung Armeniens nach dessen Unabhängigkeit ist ein noch immer andauernder Prozess. Zur Unabhängigkeitserklärung von der UdSSR am 21. September 1991 stellten die ererbten sowjetischen Verwaltungsstrukturen ein erhebliches Hindernis für Neuerungen dar. Zusätzlich belastete der ethnisch-territoriale Konflikt um Bergkarabach mit dem Nachbarn Aserbaidschan die Dynamik der reformistischen Kräfte und verzögerte so wichtige Reformen.
Unklarheiten bezüglich der Aufteilung und Abgrenzung der Verantwortlichkeiten zwischen der Zentralregierung in Jerewan und den Lokalregierungen bestehen bis heute. Eine doppelte bis dreifache Unterordnung der Exekutive beispielsweise stellt nicht nur eine bürokratische Hürde dar, sondern belastet vor allem finanziell die kleineren Gemeinden Armeniens. Der Beitritt zum Europarat und die damit verbundene Angleichung an europäische Standards brachte einen neuen Schub in den Prozess der Dezentralisierung, der auch mehr als ein Jahrzehnt nach der Unabhängigkeit nicht abgeschlossen scheint.

## Sowjetische Erblast
Als Unionsrepublik der Sowjetunion war Armenien in 37 Landkreise („Raions“) unterteilt. Zusammen mit den 10 Stadtbezirken der Hauptstadt Erevan und den 22 größeren Städten bildeten diese die mittlere Verwaltungsebene. Sie waren dem Obersten Sowjet der Armenischen Sozialistischen Sowjetrepublik direkt unterstellt, welcher wiederum in seinen Kompetenzen der Zentrale in Moskau untergeordnet war. In dieser hierarchischen Kompetenzpyramide stellten die örtlichen Autoritäten die untersten Glieder der Verwaltung dar, deren Befugnisse auf das Nötigste zugeschnitten waren.
Die unterste Verwaltungsebene des unabhängigen Armeniens hatte somit keine Tradition örtlicher Selbstverwaltung und verfügte über wenig Möglichkeiten zur Schulung geeigneter Fachkräfte. Es mangelte an fachlicher Qualifikation, was durch das Fehlen von dezidierten Regelungen und finanzieller Anreize für Fachkräfte in der Provinz erschwert wurde. Die finanzielle Kapazität der Gemeinden war sehr gering; ihre Ausgaben betrugen noch im Jahr 2002 nur 6,8 Prozent des gesamten Staatshaushaltes Armeniens. Administrative Kompetenz hatten also in der unmittelbaren Folgephase der Unabhängigkeit Armeniens in den Händen zentraler Institutionen zu bleiben.

## Neugliederung der Verwaltung
Als erster Schritt in Richtung Dezentralisierung kann die Auflösung der Autonomiekompetenzen der Regionalverwaltungen angesehen werden. Somit ist nunmehr die Kommunalebene die einzige Verwaltungsebene, die zumindest in der Theorie autonom ist. Bereits mit diesem Schritt entfernte sich Armenien im Vergleich mit den anderen südkaukasischen Staaten Aserbaidschan und Georgien am weitesten vom sowjetischen Muster, denn in diesen wurde das sowjetische Muster weitgehend übernommen und lediglich sprachlich angepasst.
Als einzige landesverwalterische Einheit blieben in Armenien die Regionen sowie die Stadt- und Landgemeinden. Im Unterschied zum sowjetischen Modell existiert zwischen den Stadt- und Landgemeinden kein gesetzlicher Unterschied; die statusbedingten Differenzen sind nominell. Armenien wurde in 10 Regionen (Marser) eingeteilt, wozu als elfte die Hauptstadt Jerewan kommt, die ebenfalls den Status einer Region hat. Jede Region wurde aus zwei bis fünf ehemaligen sowjetischen Landkreisen gebildet.

### Untere Verwaltungsebene
Die Basiseinheiten der unteren Verwaltungsebene stellen 931 Gemeinden dar, was beinahe die Gesamtzahl der Siedlungen Armeniens widerspiegelt. Man wählte damit eine Rückkehr zu der historisch gewachsenen Siedlungsstruktur des Landes.  Auch in der Statusfestlegung der Einheiten als Stadt- oder Landgemeinde ging man eigenwillige Wege: was eine Stadt sein sollte, wurde nicht nach Einwohnerzahl, sondern nach der Lage und der Tradition einer Gemeinde festgelegt. Dastakert mit einer Bevölkerung von gut 600 Menschen (1989) wurde erstmals im 12./13. Jahrhundert urkundlich erwähnt und ist als Stadt anerkannt, während beispielsweise Achurjan (über 10.000 Einwohner) den Status einer Landgemeinde hat. Die Unterschiede sind jedoch, wie bereits erwähnt, nominell. Stadt- und Landgemeinden genießen gleiche Rechte.
Wegen ihrer geringen Größe müssen vor allem kleinere Gemeinden auf Kooperation mit anderen Gemeinden oder auch mit Privatunternehmen bauen. Diese Kooperation auf niedrigster Verwaltungsebene kann als Werkzeug einer Dezentralisierung gewertet werden. Gleichzeitig mildert die große Zahl an Gemeinden etwaige ethnische oder religiöse Auseinandersetzung, trägt somit zu einer gewissen Stabilität bei.
Nach dem „Gesetz über die örtliche Selbstverwaltung“ trifft der Gemeinderat, der direkt von der Bevölkerung der Gemeinde gewählt wird und aus mindestens fünf Mitgliedern besteht, Entscheidungen. Der Vorsteher des Gemeinderats führt diese anschließend aus. Die äußerst geringe Wahlbeteiligung bei Kommunalwahlen, die bisher jeweils unter 50 Prozent lag, weist auf ein schwaches kommunales Bewusstsein hin. Eine Umfrage im Jahr 2005 stellte fest, dass nur 60 Prozent der Bevölkerung (außerhalb Erevans) über die Tätigkeit ihrer kommunalen Vertreter informiert waren.

### Mittlere Verwaltungsebene

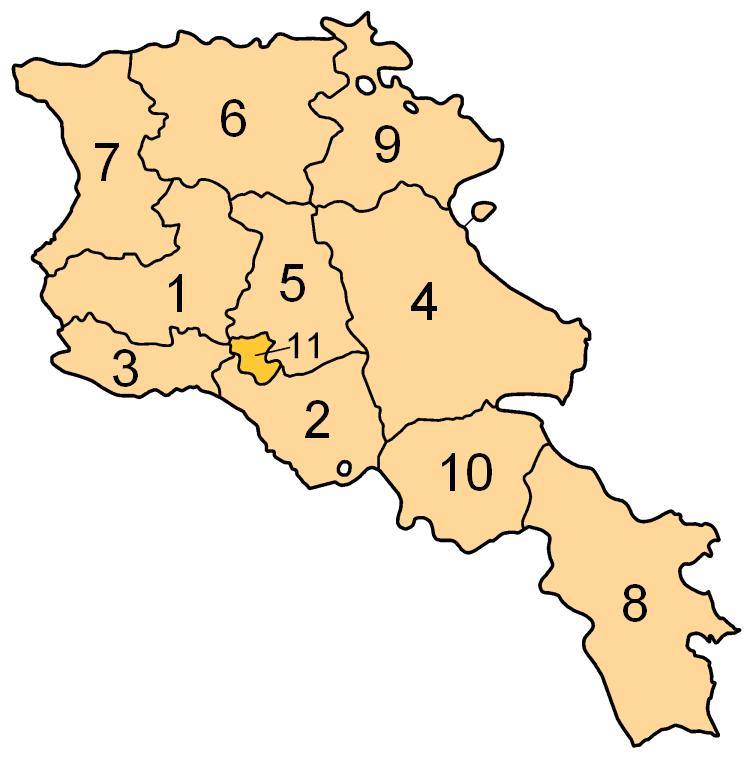
Karte der mittleren Verwaltungsgliederung von Armenien in die elf Provinzen/Regionen

Die Funktionen der Regionalverwaltung beschränken sich auf die Umsetzung der regionalen Politik der Regierung in Jerewan und die staatliche Kontrolle in Form der Rechtsaufsicht. Ihre Vertreter werden nicht gewählt, sondern vom Präsidenten ernannt. Die Regionalverwaltung ist damit absolut von der Zentralregierung abhängig, sowohl systematisch als auch personell. Sie bildet keine autonome Verwaltungseinheit.  Das Fehlen einer autonomen mittleren staatlichen Ebene zeichnet Armenien als unitarischen Staat aus. Die Kompetenzen zwischen der Lokal- und Zentralverwaltung sind überlappend und beeinflussen sich wechselseitig.
Gliederung in elf Marser (Provinzen/Regionen)
1. Aragazotn (Արագածոտնի մարզ), Hauptstadt Aschtarak (Աշտարակ)
2. Ararat (Արարատի մարզ), Hauptstadt Artaschat (Արտաշատ)
3. Armawir (Արմավիրի մարզ), Hauptstadt Armawir (Արմավիր)
4. Gegharkunik (Գեղարքունիքի մարզ), Hauptstadt Gawar (Գավառ)
5. Kotajk (Կոտայքի մարզ), Hauptstadt Hrasdan (Հրազդան)
6. Lori (Լոռու մարզ), Hauptstadt Wanadsor (Վանաձոր)
7. Schirak (Շիրակի մարզ), Hauptstadt Gjumri (Գյումրի)
8. Sjunik (Սյունիքի մարզ), Hauptstadt Kapan (Կապան)
9. Tawusch (Թավուշի մարզ), Hauptstadt Idschewan (Իջևան)
10. Wajoz Dsor (Վայոց Ձորի մարզ), Hauptstadt Jeghegnadsor (Եղեգնաձոր)
11. Jerewan (Երևան) (seit Referendum im Jahr 2005: Status einer Stadtgemeinde)

### Obere Verwaltungsebene
Das im Sinne des unitarischen Staates stehende Abhängigkeitsverhältnis zwischen der Lokalverwaltung und der obersten Ebene ist ein im besten Falle partielles. Die Autorität der Zentralregierung berührt die Interessen der Gemeinde in über 20 Bereichen und beeinträchtigt somit die Entscheidungsautorität der lokalen Verwaltungsstrukturen.

## Politisch-verwaltete Dezentralisierung
Das „Gesetz über örtliche Selbstverwaltung“ legt den Umfang der politischen, verwalteten und fiskalischen Dezentralisierung Armeniens fest. Seit dem Beitritt zum Europarat im Jahr 2001 ist ein verstärkter Wille zur Angleichung an europäische Vorgaben feststellbar. Hierbei orientiert man sich vor allem an der „Europäischen Charta der kommunalen Selbstverwaltung“, die eine deutliche Trennung der gemeindlichen Aufgaben zwischen oberer und unterer Ebene vorsieht.
Insofern sind beispielsweise die Befugnisse der armenischen Gemeinden hinsichtlich der Bereitstellung öffentlicher Güter und Dienstleistungen auf ausschließlich kommunale Bereitstellung selbiger beschränkt. Das breite Feld des sozialen Sektors bleibt in den Händen der Zentralregierung. Im Vergleich der GUS sind die Gemeinden Armeniens mit verhältnismäßig wenig Befugnissen ausgestattet. Ein Grund dafür liegt sicherlich in der stark unitarisch geprägten Konzeption des Staates. Tatsächlich wären die vielen kleinen Gemeinden mit den Aufgaben überfordert. Gemeindliche Kapazitäten reichen in vielen Fällen kaum aus, sich der pflichtigen Befugnisse anzunehmen.  In einigen Bereichen ist somit bereits eine Rezentralisierung festzustellen.